# Vladimír Jarý
Vladimír Jarý   (Litvínov, 2 de gener de 1947) fou un jugador d'handbol txecoslovac que va competir durant la dècada de 1970.
El 1972 va prendre part en els Jocs Olímpics de Múnic, on guanyà la medalla de plata en la competició d'handbol. Quatre anys més tard, als Jocs de Mont-real, fou setè en la mateixa competició.